# ГЕС Каноас I
ГЕС Каноас I (порт. Usina Hidrelétrica de Canoas I) — гідроелектростанція на сході Бразилії на межі штатів Сан-Паулу та Парана. Розташована між ГЕС Каноас II (вище за течією) і ГЕС Капівара, входить до складу каскаду на річці Паранапанема, лівій притоці Парани.
Первісний проект передбачав будівництво греблі висотою 30 метрів, проте через протести фермерів проти затоплення 150 км2 земель вирішили звести дві греблі по 15 метрів, розділивши таким чином використання природного падіння річки між станціями Canoas II та Canoas I. Для останньої Паранапанему перекрили комбінованою бетонною та земляною греблею довжиною 507 метрів, на яку зокрема витратили 43 тис. м3 бетону. Ця споруда утримує невелике (як для Паранапанеми) водосховище з площею поверхні 30,9 км2 та об'ємом 220 млн м3, в якому передбачений стабільний рівень поверхні на позначці 351 метр НРМ (за іншими даними, можливе коливання між 350 та 351,1 метра НРМ), з підвищенням у випадку повені лише до 351,3 метра НРМ (площа поверхні збільшується до 35 км2). Також можливо відзначити, що основне накопичення ресурсу для регулювання роботи каскаду здійснюється у водоймах розташованих вище ГЕС Jurumirim та Chavantes.
Інтегрований у греблю машинний залу обладнали трьома бульбовими турбінами потужністю по 27,5 МВт, які працюють при напорі у 16,3 метра.